# Meijerfeldt

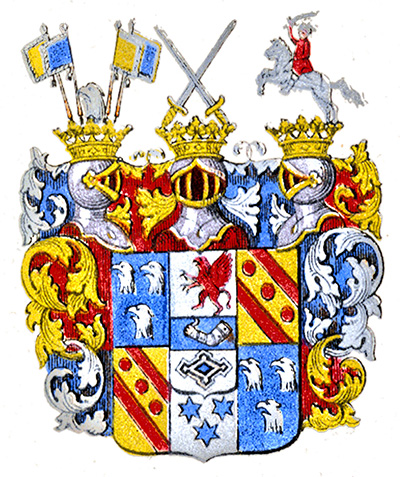
Wappen der Familie Meijerfeldt

Meijerfeldt, auch Meyerfeldt, ist der Name einer ausgestorbenen schwedischen Adelsfamilie.

## Geschichte
1674 wurde der aus Brandenburg stammende Andreas Meyer (Anders Meijer), schwedischer Oberstleutnant und Oberinspektor der Wrangelschen Güter in Livland in den erblichen schwedischen Adelsstand erhoben. Seine Söhne Johan August und Wolmar Johan wurden 1705 Freiherren. Die niederadelige Linie starb 1710 aus.
Johan August erhielt 1714 den Grafentitel, sein Bruder 1719. Mit Johan August Meijerfeldt dem Jüngeren erlosch 1800 die gräfliche männliche Linie.
Unter Johan August Meijerfeldt dem Älteren gelangte die Familie zu großen Besitzungen in Schwedisch-Pommern, die etwa 15.000 Hektar umfassten. In Schonen war Sövde im Besitz der Meijerfeldts.

## Namensträger
- Johan August Meijerfeldt der Ältere (1664–1749), schwedischer General und Politiker
- Johan August Meijerfeldt der Jüngere (1725–1800), schwedischer Feldmarschall
- Wolmar Johan Meijerfeldt († 1739), russischer Generalfeldmarschall